# Maleise stinkdas
De Maleise stinkdas of Indonesische stinkdas (Mydaus javanensis) is een van de twee soorten stinkdassen. Deze soort vormt samen met de Filipijnse stinkdas het geslacht Mydaus.

## Kenmerken
De Maleise stinkdas wordt ongeveer 38 tot 51 cm groot waarvan de staart 5 tot 8 cm lang wordt en weegt zo'n 2,5 kg.

## Verspreiding
Deze soort is endemisch op Java.